# Rajapalayam (cão)
O Rajapalayam, também conhecido como Poligar hound, é uma raça de cão Iebréu indiano. Foi o cão de companhia da realeza e da aristocracia no Sul da Índia, particularmente na cidade de mesmo nome Rajapalayam no distrito de Virudhunagar em Tamil Nadu.
Quatro selos postais comemorativos foram emitidos em 9 de janeiro de 2005, pela India Post para quatro raças: pastor do himalaia, Rampur Hound, Mudhol Hound (valor de 5.00 rúpias cada) e do cão Rajapalayam (valor de 15.00 rúpias).

## Aparência
É um cão de grande porte, geralmente medindo cerca de 65-75 cm (25-30 polegadas) na cernelha. É um cão de caça, e, portanto, deve ser mantido em ótimas condições de trabalho. Tende a ter ossatura mais pesada do que a maioria lebréis, mas compartilha a profundidade de peito e a estrutura básica do corpo.

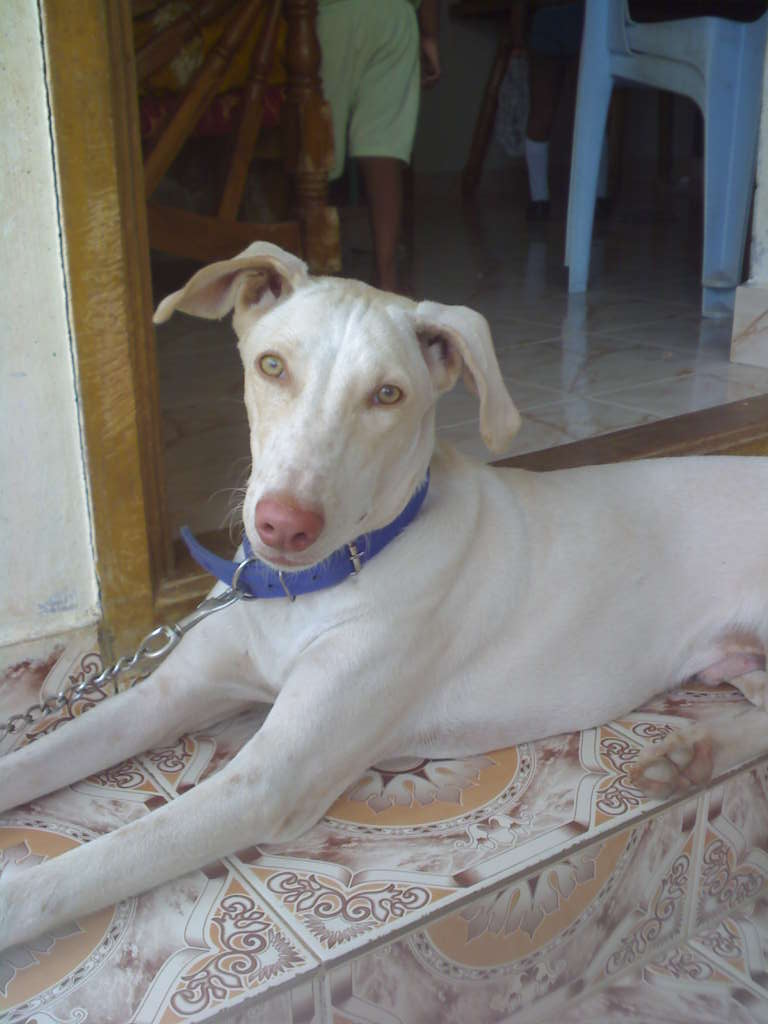
Rajapalayam típico

A sua estrutura facial é bastante diferente da de um Mudhol Hound, já que é destinado principalmente para a caça de javalis. A cauda tem uma ligeira curvatura.
O mais valorizado é o de cor de leite, branco, com  nariz rosa e olhos dourados. No passado, filhotes coloridos geralmente eram abatidos na ninhada desde que os donos preferiam cães de cor branco puro. O pêlo é curto e fino. Extremamente bonito e gracioso cão, o Rajapalayam tem uma marcha semelhante ao trote de um cavalo puro-sangue inglês. Com muitos cães totalmente brancos, há uma alta incidência de surdez nesta raça. Filhotes que nascem com olhos azuis ou esbranquiçados são surdos. Muitos cães Rajapalayam sofrem de sarna, embora isso geralmente não seja um problema sério. Embora a raça remonte a alguns séculos, os criadores da raça, que, involuntariamente, acabaram fixando um cão albino, caracterizado pelo nariz cor-de-rosa e a falta de pigmentação.

## Temperamento

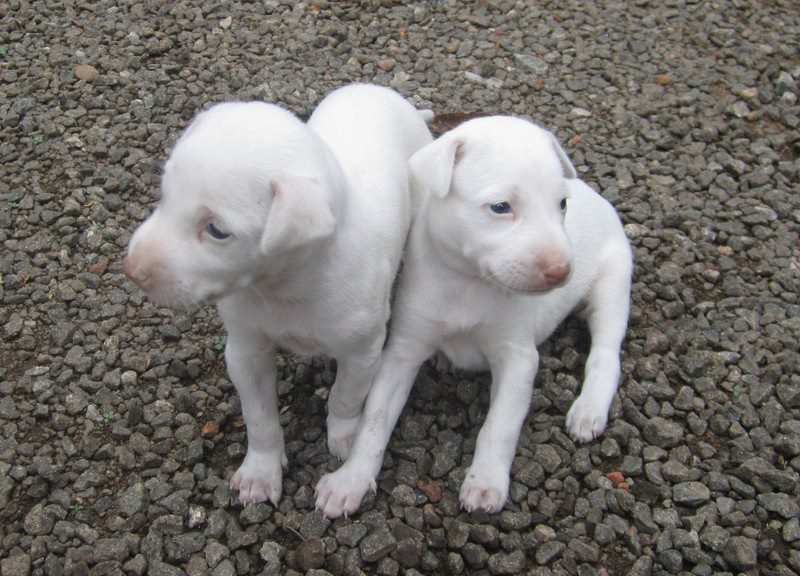
Filhotes de Rajapalayam

O Rajapalayam foi utilizado predominantemente para a caça ao javali e como um formidável cão de guarda. São lebréus (que caça pela visão) por natureza, mas provou-se que com um pequeno treinamento podem ser também um Sabujo (que caça pelo faro). Tudo depende do treinador. Ele precisa de espaços abertos e é muito carinhoso e dedicado ao seu proprietário, embora nem sempre demonstre. Eles geralmente não gostam de ser tocados ou manipulados por estranhos e são conhecidos por serem cães de uma pessoa só. Os Rajapalayams são em grande parte agressivos e hostis com estranhos, e vão atacar intrusos. A socialização desde filhote é importante. Eles geralmente não se dão bem com outros animais de estimação como gatos, devido ao seu forte instinto de caça.

## História

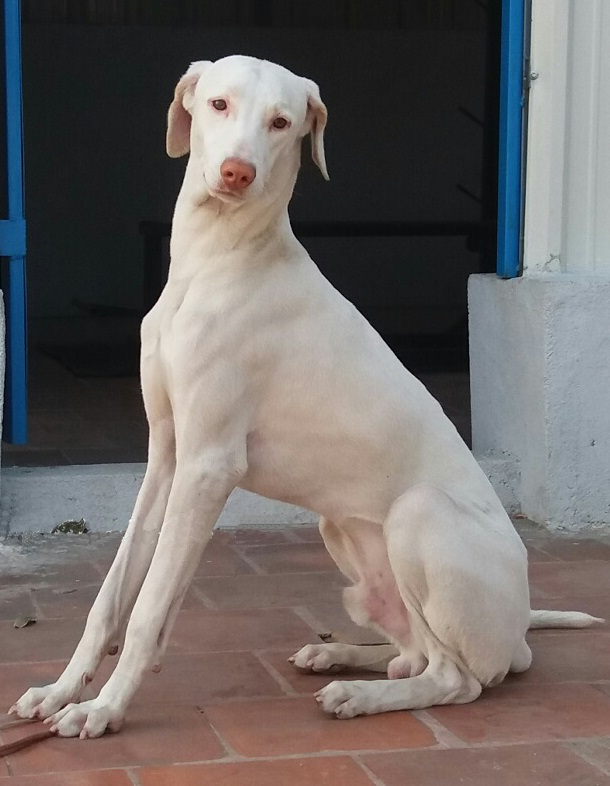
Jovem macho adulto da raça Rajapalayam

Os cães Rajapalayam foram primeiramente criados e utilizados pela dinastia Nayakar de Tamil Nadu, é especulado por alguns pesquisadores que o Rajapalayam pode ter sido um dos cães utilizados na criação do moderno Dálmata. O Rajapalayam era usado durante as Guerras Carnatic e Guerra de Polygar para atacar a cavalaria Britânica na batalha, já que os Rajapalayams eram muito rápidos, mais fortes e mais agressivos no ataque aos adversários. Acredita-se também que 4 Rajapalayams uma vez salvaram a vida de seu mestre lutando contra um tigre e matando-o bravamente há muitos anos perto de uma floresta no distrito de Virudhunagar em Tamil Nadu.[carece de fontes?]
Eles são amplamente utilizados para proteger os campos de arroz, casas e fazendas. Nas últimas duas décadas o Exército Indiano começou a usá-los como cães de guarda para apoiar o exército nas fronteiras da Caxemira.

## Futuro da raça
O puro Rajapalayam está quase extinto, e só alguns são encontrados em bolsões isolados em torno da região sul de Tamil Nadu. A raça pode desaparecer se os esforços não forem iniciados em breve para resgatá-lo. Uma unidade de criação de cães foi estabelecida em Saidapet, Chennai, durante 1980-1981. Esta unidade, principalmente reergue raças nativas, como a Rajapalayam, Combai, kanni, e Chippiparai. Para sensibilizar e incentivar os amantes de cães para trazer raças nativas, o Departamento de Pecuária do Governo de Tamil Nadu participa em exposições caninas. Localidades têm estabelecido uma cooperativa e famílias interessadas recebem fêmeas e a experiência necessária para reprodução de grande escala. O Departamento de Correios Indiano trouxe selos postais do Rajapalayam, assim como do Mudhol Hound, Rampur Hound, e o Pastor do Himalaia. O Kennel Club da Índia adotou a causa do Rajapalayam. Com a cooperação do clube o "Projeto Salve o Rajapalayam" foi lançado. O projeto tem influenciado muito a popularidade da raça e é ativa dentro KCI.[carece de fontes?]